# Ba Tiêu
Ba Tiêu là một xã thuộc huyện Ba Tơ, tỉnh Quảng Ngãi, Việt Nam.